# Hauxley
Hauxley – civil parish w Anglii, w hrabstwie Northumberland. W 2011 civil parish liczyła 279 mieszkańców.